# Grote Clubactie
De Grote Clubactie is een Nederlandse loterij voor sport-, cultuur- en hobbyverenigingen. Leden van verenigingen verkopen loten en van de opbrengst gaat zo'n 80% direct naar de vereniging.
De Grote Clubactie is in 1972 door Pierre Claessens, chef-redacteur bij het toenmalige dagblad Het Nieuwsblad van het Zuiden, in Tilburg opgericht.